# Gallery
Gallery nannte sich eine Soft-Rockband aus Detroit, Michigan, die Anfang der 1970er Jahre mit dem Schlager Nice to Be with You auch international erfolgreich war.

## Geschichte
Die Band bestand aus Jim Gold (Vocals, Gitarre), Dennis Korvarik (Bass, Vocals), Cal Freeman (Steelgitarre), Bill Nova (Perkussion, Gitarre, Vocals), Brent Anderson (Leadgitarre, Vocals) und Danny Brucato (Schlagzeug).
Mit dem von Gold geschriebenen Song Nice to Be with You, einem leichtverdaulichen Schlager mit Country-Geschmack, erzielte Gallery im Frühjahr 1972 ihren ersten und gleichzeitig größten Hitparadenerfolg, sowie die Auszeichnung einer Goldenen Schallplatte. Auch in Deutschland kam das Lied in die Hitparaden, ebenso wie die deutsche Fassung Es ist schön, bei dir zu sein von Michael Holm. Gallery stand bei dem kleinen Plattenlabel Sussex unter Vertrag, in Deutschland erschienen ihre Schallplatten auf A&M Records (im Ariola Vertrieb).
Die Nachfolgesingle I Believe in Music im Herbst 1972 war eine Coverversion und im Original von Mac Davis. Sie erreichte ebenso wie die dritte Single Big City Miss Ruth Ann die Top-30 der US-Billboard-Charts. Ab der zweiten LP 1973 wurden die Veröffentlichungen der Band mit Gallery featuring Jim Gold kreditiert. Da der kommerzielle Erfolg für die aus diesem Album ausgekoppelten Singles ausblieb, stellte die Gruppe ihre Aktivitäten ein und Jim Gold startete eine Solokarriere.

## Diskografie

### LPs
- 1972: Nice to Be with You
- 1973: Gallery featuring Jim Gold

### Singles
- 1972: Nice to Be with You
- 1972: I Believe in Music
- 1972: Big City Miss Ruth Ann
- 1973: Rest in Peace
- 1973: Maybe Baby
- 1973: Friends